# ساندرو آلتوناشویلی
ساندرو آلتوناشویلی (گرجی: სანდრო ალთუნაშვილი؛ زادهٔ ۱۹ مهٔ ۱۹۹۷) بازیکن فوتبال اهل گرجستان است.
وی همچنین در تیم‌های ملی فوتبال زیر ۲۱ سال گرجستان، و گرجستان بازی کرده است.